# Myxomolgus hoi
Myxomolgus hoi is een eenoogkreeftjessoort uit de familie van de Sabelliphilidae. De wetenschappelijke naam van de soort is voor het eerst geldig gepubliceerd in 2012 door Kim & Huys.